# KRISTAL Audio Engine
KRISTAL Audio Engine (також KRISTAL або KAE) — безкоштовна цифрова звукова робоча станція для Microsoft Windows. Має також ліцензування для комерційного використання.
Наступником цієї програми став проєкт відомий як «Studio One».

## Історія
Уперше KRISTAL була створена у 1999 році як дипломний проєкт Маттіаса Ювана та мала назву Crystal Audio Engine (від пісні The Crystal Ship гурту The Doors).
Перша версія вийшла у світ 2004 року та називалася вже KRISTAL Audio Engine.
24 грудня 2004 року команда розробників повідомила, що вони працюють над наступним рушієм, що заснований на новій технології. Також команда планувала включити крос-платформлену підтримку для Microsoft Windows і macOS.
У липні 2005 року нове програмне забезпечення, під назвою K2, перейшло на альфа-стадію.
18 вересня 2006 року було оголошено, що вся робота і права на вихідний код К2 були передані компанії «KristalLabs», а над подальшою розробкою працювали Маттіас Юван і Вольфганг Кундрус.
Надалі «KristalLabs» співпрацював з «PreSonus», який поглинув їх у 2009 році. У кінцевому результату K2 був перейменований і випущений як «Studio One».

## Функціональність
KRISTAL Audio Engine може підтримувати до 16 аудіо-каналів; однак, не підтримує MIDI. Підтримує частоту дискретизації від 44,1 до 192 кГц.
Основне вікно програми являє собою цифровий мікшер, проте програма має окремі вбудовані компоненти, що забезпечують додаткову функціональність, зокрема аудіосеквенсер та і аудіовхід. Також містить вбудовані ефекти, такі як еквалайзер, хорус, затримка і реверберація, а також підтримує сторонні VST-плагіни.
Додаток використовує 32-бітну обробку звуку й підтримується драйверами MME та ASIO. Підтримує такі формати файлів як WAVE, AIFF, FLAC та OGG Vorbis.